# Разумовский, Игорь Львович
И́горь Льво́вич Разумо́вский (род. 13 мая 1970, Москва) — российский дирижёр, ударник и музыкальный педагог. Дирижёр и солист оркестра «Новая Россия».

## Биография
Родился 13 мая 1970 года в Москве в семье артистов. Отец — трубач, музыкальный педагог и реставратор музыкальных инструментов. Дед — Олег Разумовский, солист ансамбля им. Александрова, заслуженный артист РСФСР.
Получил образование в Московской консерватории им. П. И. Чайковского по классу ударных инструментов (класс В. Гришина), затем окончил аспирантуру по специальности «ансамбль современной музыки» (класс В. Тарнопольского). В 2009 году стажировался в Московской консерватории по специальности «оперно-симфоническое дирижирование» у профессора И. А. Дронова; также как дирижёр прошёл стажировку у профессора Королевской академии музыки Колина Метерса.
В 2012—2015 годах занимал должность главного дирижёра театра «Кремлёвский балет». После Кремлёвского балета — солист и дирижёр оркестра «Новая Россия» под руководством Юрия Башмета, а также руководитель оперных проектов центра Валентины Левко.
Сотрудничал с симфоническими оркестрами Праги, Шанхая, Санкт-Петербурга, Москвы, Государственным кремлёвским оркестром. Выступал совместно с Еленой Образцовой и Владимиром Маториным. Принимал участие в открытии сессии МОК на XXII Зимних Олимпийских играх в Сочи и в церемонии закрытия Игр.
Сотрудничает с российскими кинокомпаниями. Записывал музыку для фильмов «Ёлки», «Выкрутасы», «Духless», «Т-34», «Командир», «Роднина».
Зимой 2025 года приобрёл широкую известность после того, как его дочь Евгения опубликовала видео, на котором Игорь Разумовский исполняет во время репетиции партию ударных инструментов из сюиты Георгия Свиридова «Время, вперёд!» и одновременно разговаривает по телефону с младшей дочерью.